# Arrancacepas
Arrancacepas település Spanyolországban, Cuenca tartományban. Arrancacepas Albalate de las Nogueras községgel határos. Lakosainak száma 16 fő (2024).

## Népesség
A település lakosságának változását az alábbi diagram mutatja:
| Lakosok száma | 37   | 39   | 38   | 40   | 33   | 26   | 28   | 25   | 20   | 16   |
|               | 2001 | 2004 | 2006 | 2009 | 2011 | 2014 | 2016 | 2019 | 2021 | 2024 |